# Mjellby konstmuseum – Halmstadgruppens museum

Mjellby konstmuseum – Halmstadgruppens museum är ett svenskt kommunalt konstmuseum i Halmstads kommun.

## Historia
Mjellby konstmuseum var ursprungligen ett privat museum under namnet Mjällby konstgård, som grundades 1980 i Mjällbys gamla skola av Viveka Bosson, dotter till Erik Olson. Viveka Bosson skänkte sedan konstgården till Halmstads kommun 1997. Samtidigt som Halmstad kommun tog över byggnaden byggdes bland annat en ny utställningshall, samt entré och café. Idag drivs museet av konstenheten som är en del av kulturförvaltningen i Halmstad kommun.

## Verk
Museet har en stor samling med Halmstadgruppens verk. Det gör det möjligt att visa utställningar med Halmstadgruppen som belyser deras pionjärskap i svensk konsthistoria på 20- och 30-talet, men även mindre kända perspektiv på gruppens historia. Det visar, förutom Halmstadgruppen, även olika utställningar av konst som spänner från 1900-talets modernister till samtidskonst, särskilt presentationer av kvinnliga konstnärskap[källa behövs] och surrealism. Mjellby konstmuseum har ett särskilt uppdrag att arbeta med surrealism, Halmstadgruppens surrealism står i centrum, men museet intresserar sig även för konstriktningens förgreningar nationellt samt internationellt.
I trädgården finns en mosaik, som är gjord och skänkt av Jean Bazaine, livskamrat till Viveka Bosson. Det finns även en skulptur signerad Christian Berg placerad i innergårdens centrum.

## Bildgalleri

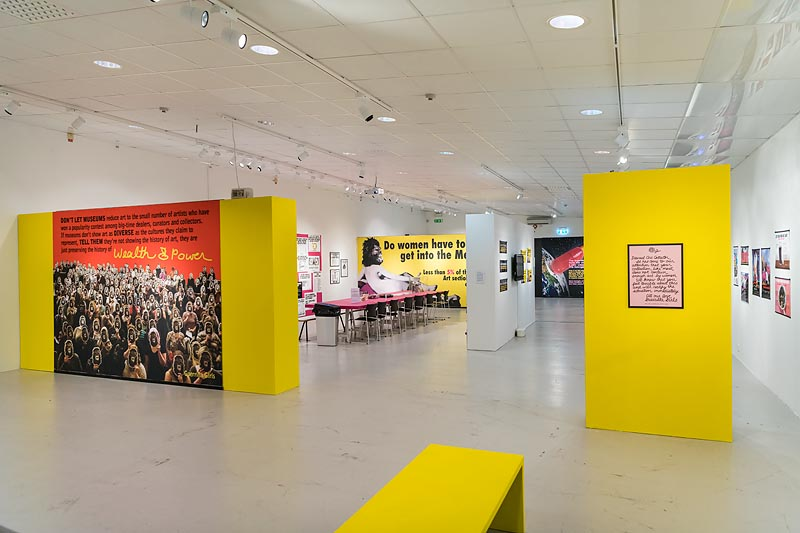
Utställningshall
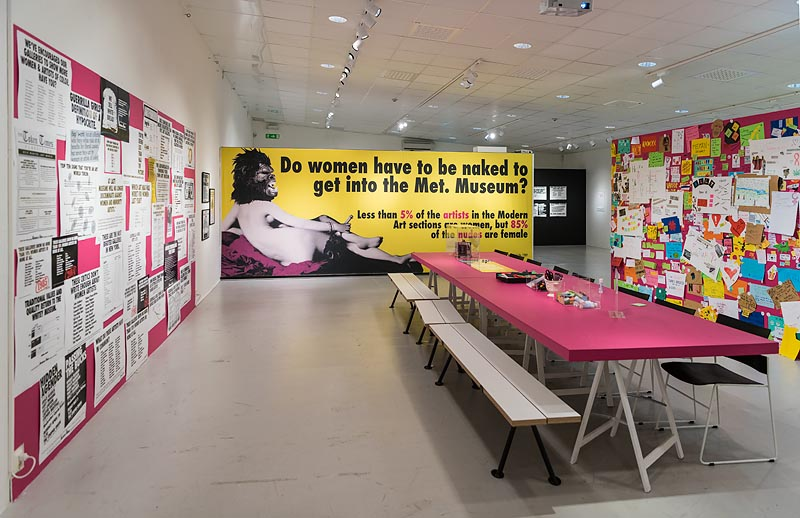
Utställningshall
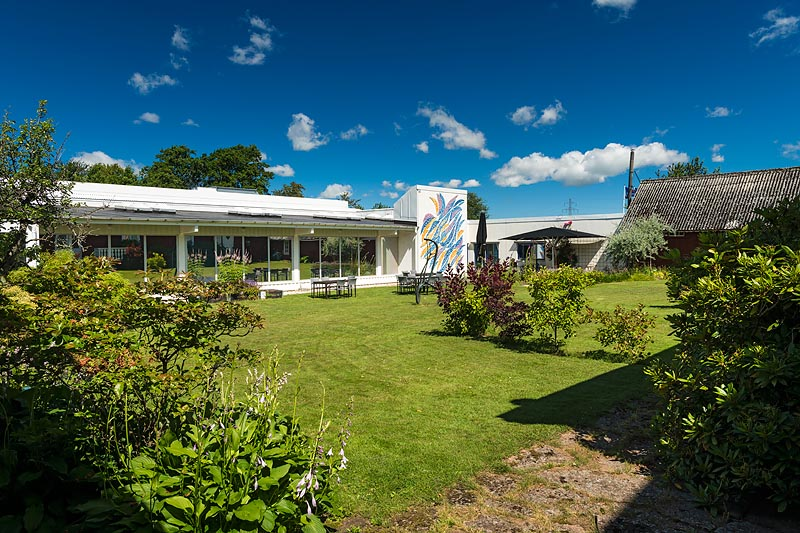
Innergården

## Utställningar och kataloger
Mjellby har även tillfälliga utställningar med fokus på modernismen. Det utgår ofta från ämnen som genus, normer, samhälle och politik när de producerar utställningar. Museet har också producerat en rad kataloger med anknytning till utställningsarbetet.
- De Berömda och De Glömda ISBN 9789197458146
- Moderna män ISBN 9789198302103
- Nell Walden & Der Sturm ISBN 9789173316972
- Agnes Cleve- svensk modernist i världen - 2014 ISBN 9789198035148
- Man Ray - 2013 ISBN 9789198035131
- Nils Dardel- I skuggan av dandyn - 2012 ISBN 9789198035117
- Surrealistiska ting - 2012 ISBN 9789198035100
- Surrealism för barn - 2009 ISBN 9789197458184
- Lee Miller – Med surrealistisk blick / And the surrealist Eye - 2009 ISBN 9789197458177
- Halmstadgruppen - Ett kraftfält i svensk 1900-talskonst. - 2009
- Svenska självporträtt - 2008
- Tyra Lundgren av Marika Bogren
- Öyvind Fahlström – med världen som spelplan - 2007 ISBN 9789197458153
- Fernand Léger - 2005
- Olle Baertling - 2003
- OGC, Otto G. Carlsund - 2004

### Utställningar i urval
2020
- Surrealismens kvinnor 15 februari – 6 september

2019
- Birgit Ståhl-Nyberg – Den glömda rebellen 16 mars – 2 juni
- Claude Cahun 15 juni – 15 september
- Greta Knutson-Tzara 28 september - 2 februari 2020

2018
- Oenighet ger styrka – Bauhaus Situationiste 1960-1975 10 februari – 20 maj 2018
- Färg - Form - Framtidstro 1918 2 juni - 16 september
- Guerrilla Girls 29 september - 3 mars 2019

2017
- En annan historia - Svensk skulptur 1870 - 1970 11 februari – 4 juni
- Archipenko: A Modern Legacy 17 juni – 17 september
- Rodney Smith 30 september 2017 - 28 januari 2018

2016
- Göteborgskoloristerna 8 oktober 2016–29 januari 2017 Att se världen som färg –
- Meret Oppenheim – Beyond the Fur Cup 2 juli–25 september 2016
- Moderna män 1900-1930 19 mars–19 juni 2016

2015
- Halmstadgruppen – Hemma i Halmstad 17 oktober 2015–17 januari 2016
- Nell Walden & Der Sturm 14 maj–4 oktober 2015
- Vera Nilsson 24 januari–3 maj 2015

2014
- Woman – Internationellt feministiskt avantgarde från 1970-talet 20 september–11 januari 2015
- Agnes Cleve – svensk modernist i världen 10 maj–7 september 2014
- Halland – från romantiken till samtid 25 januari–27 april 2014

2013
- Denise Grünstein – Figure In 28 september 2013–5 januari 2014
- Man Ray 15 juni–15 september 2013
- Per Ekström – landskapsmålare och modernist 9 mars–2 juni 2013

2012
- Blicken på...Ragnar von Holten 15 september 2012–24 februari 2013
- Nils Dardel - i skuggan av dandyn 13 oktober 2012–24 februari 2013
- Surrealistiska ting 16 juni–30 september 2012
- Blicken på...Esaias Thorén 24 mars–9 september 2012
- Berit Lindfeldt 21 januari–3 juni 2012

2011
- Tyra Lundgren 1 oktober 2011–8 januari 2012
- Nordisk surrealism 5 juni–21 september 2011
- Einar Jolin 13 mars–25 maj 2011

2010
- Peter Callesen - Out of Nothing 12 september 2010–10 november 2011
- Sandy Skoglund 6 juni–1 september 2010
- Arvid Carlson 14 mars–26 maj 2010
- Sport i konsten 21 november 2010 –27 februari 2011

2009
- Andra världar 15 november 2009–3 mars 2010
- De svenska surrealisterna 6 september–8 november 2009
- Surrealism för barn 14 juni–30 augusti 2009
- Lee Miller – Med surrealistisk blick 2009
- Franciska Clausen – Kvinnlig målare och modernistisk rebell 15 mars–7 juni 2009

2008
- Från fikarum och korridorer – Halmstadbornas konstsamling i nytt ljus 16 november–28 december 2008
- Lena Cronqvist – Skulpturer och målningar 7 september–9 november 2008
- Svenska självporträtt – Från Zorn till samtid 11 maj–31 augusti 2008
- Hanna Beling – Skulptur 16 mars–4 maj 2008

2007
- Fredrik Wretman, vinnare av skulpturtävlingen vid Halmstads 700-årsjubileum 18 november 2007–9 mars 2008